# Triliropus minutus
Triliropus minutus is een vlokreeftensoort uit de familie van de Caprellidae. De wetenschappelijke naam van de soort is voor het eerst geldig gepubliceerd in 1970 door Arimoto.